# هودن‌پیل
هودن‌پیل (به هلندی: Hodenpijl) یک منطقهٔ مسکونی در هلند است که در میدن-دلف‌لاند واقع شده‌است. هودن‌پیل ۱۳۰ نفر جمعیت دارد.